# Nephrotoma rossica
Nephrotoma rossica là một loài ruồi trong họ Ruồi hạc (Tipulidae). Chúng phân bố ở miền Cổ bắc.